# 璽
璽是東亞文化圈中代表國家或帝王的印信，與民間使用的「印」相對。又可被分為象徵國家的國璽與象徵君主或王室的帝璽、御璽。
在君主政體時期，君主為國家的領袖與象徵，因此璽在當時代表君主個人而非國家。而帝璽轉變為國璽的過程亦象徵國家的主權由君主轉為全體民眾。

## 詞源
「璽」字的由來源自傳國玉璽，是秦始皇以和氏璧（一說是用藍田玉）製造玉璽，璽為印記之意。現代以國璽稱呼國家使用的印章，以帝璽、御璽稱呼君主個人或王室使用的印章。

## 中國
在古代中國，璽被視為皇權的象徵，特別是傳國玉璽被各朝視為統治正當性的證明。即使玉璽被普遍認為在後唐末帝李從珂自焚時失蹤，但後世仍時有偽物出現。
歷史上最早的國璽為清末新政時所刻印但並未使用的大清帝國之璽，而第一個被實際使用的國璽則是北洋政府刻印的中華民國國璽。

### 傳國玉璽
秦漢、魏晉、南朝、隋唐及五代各朝沿用秦始皇之傳國玉璽，傳上面刻有「受命於天，既壽永昌」，以和氏璧製造，其中在王莽篡漢時，曾向當時的太皇太后王政君索取傳國玉璽，王政君非常憤怒，便將玉璽取出摔砸於地，使傳國璽碎了一角，雖然日後王莽以黃金補上缺角，但仍看得出摔碎的痕跡。後世普遍認為傳國玉璽在後唐末帝李從珂自焚之時失蹤。

传国玉玺想象图

在宋朝時，有農民在田地中掘出傳國玉璽，被宋廷認為是秦始皇所製傳國璽，乃列入徽宗乘舆八玺之列，但時人有認為其為偽造。後金朝奪去此璽，傳至元朝。元亡時被攜往北方，明成祖北伐時蒙古曾獻一枚國璽，但明成祖發還蒙古汗准其使用，照此判斷應為偽物或新造之物。清朝時期亦得一枚傳國璽，但後來被乾隆帝判定為偽物。

### 明清玉璽
明、清兩朝未能獲得前朝的傳國玉璽。為維持統治正當性，政府遂即大量製作玉璽以降低傳國玉璽的影響力。明初洪武、永乐两朝制玺十七方，嘉靖年间再制七玺，称二十四御宝，由尚宝司官掌管。清至乾隆时藏宝三十九方，高宗选定其中二十五方作为正式国宝，称清二十五宝。

明朝皇帝的寶印文

### 清末玉璽
清末新政時曾模仿西方國家使用木質國璽（相對於君主個人之玉質帝璽），鐫刻「大清國寶」、「大清皇帝之寶」、「大清帝國之璽」、「大清帝國皇帝之寶」等四方檀香木漢文篆書國璽，璽文皆僅有漢文且明示國體國號。推測此四方璽原應於新政或行憲後用於中外交往文書上，但似乎不曾使用。

大清帝國之璽
台灣民主國印璽

#### 太平天國
太平天國時，洪秀全亦造了一個新的玉璽，天王玉璽是用青玉製成，正方形，邊長20.4厘米，高2.7厘米，紐高7.4厘米，紐背刻有雲紋，紐側刻雙鳳朝陽紋。璽文四周，上刻雙鳳朝陽紋，左右刻龍紋，下刻立水紋。璽文用宋體正書陽刻，共44字。璽文分為上下兩部分：上部正中為「天父上帝」四個大字，豎讀；兩旁為「玉」、「璽」兩個大字，又「太」、「平」兩個小字；小字「太」的外面，有「恩和」兩個大字，豎讀；小字「平」的外面，有「輯睦」兩個大字，豎讀。下部為四言八句，自右至左，依次為「永定乾坤」、「八位萬歲」、「救世幼主」、「天王洪日」、「天兄基督」、「主王輿篤」、「真王貴福」及「永錫天祿」。太平天國這枚玉璽現藏於中國國家博物館。

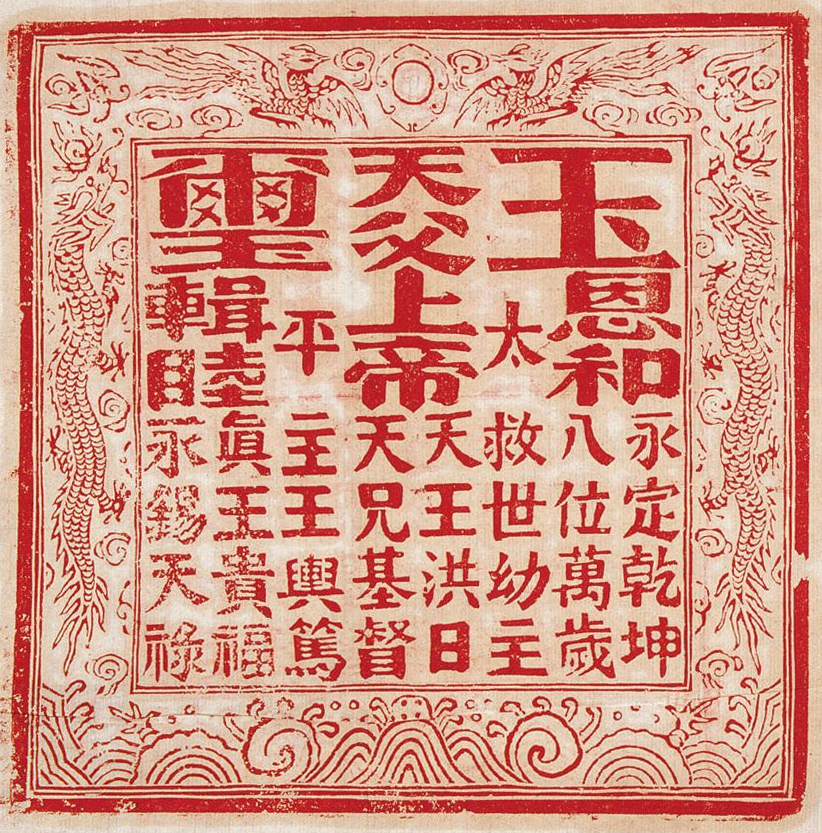
太平天國玉璽

#### 滿洲國
1934年3月滿洲國改稱滿洲帝國後，「執政」溥儀改稱「皇帝」，年號改為「康德」，製作了「滿洲帝國之寶」字樣的滿洲國國璽和「康德御印」字樣的滿洲國皇帝溥儀用璽。

滿洲國國璽
滿洲國皇帝溥儀用璽

### 中華民國

#### 總統之印
中華民國總統依職權發布命令時使用，首枚總統之印為國民政府鑄印廠於1948年製造，1995年中央印製廠換發後移交國史館永久典藏。2019年被文化部指定為國寶。

#### 國璽
中華民國當前之國璽有二，分別為中華民國之璽與榮典之璽。依印信條例規定，國璽質料為玉質、正方形、國徽鈕。國璽蓋用時，為避免璽身受損及保持印色均勻，採用拓印方式，璽身固定，在璽面敷上印色後，將文件覆於璽面蓋璽。
中華民國建立後，北洋政府將國璽分為用在國家大典禮、大政事及交換國書的中華民國之璽；用在頒爵襲職、封贈冊軸的封策之璽；用在給予勛位勳章及其他榮典文書的榮典之璽。國民政府完成北伐後由文官處印鑄局重新鐫刻國璽，但並不包含封策之璽。中華民國之璽為代表國家之印信。蓋用於國書、批准書、接受書、全權證書、領事證書、領事委任文憑等文件。於1929年雙十節啟用。榮典之璽為國家元首授與榮典之印信。蓋用於勳章證書、褒揚令、褒獎性匾額等文件。於1931年7月1日啟用。

中華民國之璽(北洋政府時期)
中華民國之璽(國民政府時期迄今)
榮典之璽(國民政府時期迄今)

### 中華人民共和國
中國共產黨於1949年6月新政协筹备会常务委员会成立后，即著手筹划和研制国印等工作。1949年9月27日，中国人民政治协商会议第一届全体会议将国名“中华人民共和国”最终确定后，国印印文“中华人民共和国中央人民政府之印”也随之确定。10月27日，政府印铸问题最后讨论稿上交，经毛泽东和周恩来审批后，国印交付刊铸，31日镌刻完成并上交使用。1954年9月，《中华人民共和国宪法》规定国务院为最高国家权力执行机关後，此印上缴国务院。1959年5月，国务院秘书厅将国玺拨交中國國家博物館珍藏。该印边长9厘米、厚2.7厘米、柄长10.9厘米，方形圆柄，铜胎镌字，字体为宋体、繁体字、右起直写，印文为“中华人民共和國中央人民政府之印”。此印最大特点为采用宋体字，与民国及帝制时代国玺多用篆文不同。

## 其他國家
目前仍在使用玉璽的國家多處於東亞漢字文化圈，這些玉璽是擁有實質意義的國家印信，不只是有歷史價值的文物或寶物。

### 日本
日本天皇亦有使用璽作為署名蓋印，稱為「天皇御璽」。明治維新後，日本政府另命篆刻家小曾根乾堂雕刻國璽，命名為「大日本國璽」。

天皇御璽印文
大日本國璽印文

### 韓國
1948年8月大韓民國建國後，韓國政府於次年5月決定啟用國璽。大韓民國國璽第一個版本的印文為漢字篆書，一直使用到20世紀60年代初。此後的版本文字改為諺文。第五版印章於2011年9月設計，2011年10月正式啟用。不同於東亞傳統印璽為由右至左直書，現行韓國國璽為由左至右橫書。現行韓國國璽為第5版本，材質為合金。國璽璽紐為鳳凰，鳳凰背上有一朵象徵大韓民國的國花木槿花。

初代國璽（1949—1962年使用）
第二版 (1963–1999)
第三版 (1999–2008)
第四版 (2008–2010)
現時國璽（2011年10月啟用）

### 越南
廣南國國璽，上刻大越國阮主永鎮之寶。
越南阮朝時代1846年至1945年使用的國璽，上刻大南受天永命傳國璽。
1949年至1954年越南國時期，保大帝的御璽上刻保大國長。

大越國阮主永鎮之寶
大南受天永命傳國璽
保大帝为越南国元首的印章。有越南语字母的“Quốc-gia Việt-Nam - Đức Bảo Đại - Quốc-trưởng”（国家越南-德保大-国長）字样和“保大国长”（从上到下、从右到左）的篆书（1949—1954）

### 蒙古
是蒙古帝國時代蒙古大汗使用的玉璽，上刻畏兀兒文字。
二十世紀外蒙古獨立時，博克多格根也有自己的御璽。

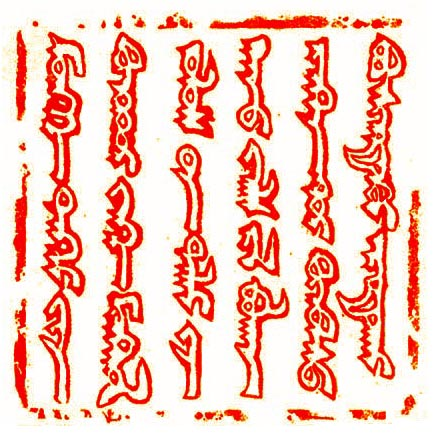
貴由汗的御璽
博克多格根的御璽
蒙古國國璽

## 延伸阅读
[在维基数据编辑]
- 印章
- 國徽